# Дебен
Дебен (круг, кільце)— в Давньому Єгипті вагова одиниця (обмінний еталон) міді, дорівнює 91 г.
Дебен з'явився в епоху Нового царства. По суті в обігу не був, а слугував мірою вартості. Вважалося, що той чи інший товар коштує стільки-то дебенів і на нього можна було виміняти інший товар такої ж вартості. 
При XIX і XX династіях поділявся на 10 кедетів.